# Bahčisaraj
Bahčisaraj (ukrajinsko in rusko Бахчисарáй, Bahčisaraj, iz tatarskega bağça - vrt in saray - palača, krimsko tatarsko Bağçasaray, turško Bahçesaray, perzijsko باغچه سرای‎‎) je mesto na polotoku Krimu in upravno središče Bahčisarajskega rajona. V preteklosti je bilo prestolnica Krimskega kanata. Mesto ima 27.448 prebivalcev.
Mesto je zaradi svoje arhitekturne raznolikosti in bogate preteklosti dobilo vzdevek Mesto petih stoletij. Glavna mestna znamenitost je Hansaraj, edina obstoječa palača krimskih kanov. Preurejena je v muzej in odprta za javnost. 

## Geografija
Mesto stoji ob zahodnem pobočju Krimskega hribovja v gozdnato stepski dolini reke Čuruk-Su približno 30 km jugozahodno od krimskega glavnega mesta Simferopol.

## Podnebje
Podnebje v predgorju Krimskega hribovja je polpustinjsko, toplo in z blagimi zimami. Povprečna temperatura zraka v januarju je +0,8 ° C, v juliju +21,7 ° C. Količina padavin je približno  500 mm letno. 

## Zgodovina
Arheološke najdbe kažejo, da je na tem območju človek živel že v mezolitiku. Dolina reke Čuruk-Su je naseljena od poznega starega veka. Predhodnice Bahčisaraja so bile trdnjave Qırq Yer, sodobna Čufut-Kale, Salaçıq in Eski Yurt, ki so zdaj vključene v urbani del sodobnega Bahčisaraja.
Bahčisaraj je bil prvič omenjen leta 1502. Ko ga je kan Sahib I. Giraj leta 1532  izbral za prestolnico Krimskega kanata, je mesto postalo politično in kulturno središče Krimskih Tatarov. Po več vojnah z Rusijo ga je ruski vojskovodja Burkhard Christoph von Münnich leta 1737 požgal. Krimski kanat je po podpisu Niškega miru leta 1739 postal ruski protektorat in bil leta 1783 priključen k Ruskemu cesarstvu.
Bahčisaraj je v Rusiji izgubil vlogo prestolnice in se pretvoril v običajno mesto, a je kljub temu ostal kulturno središče Krimskih Tatarov, dokler jih niso 18. maja 1944 deportirali, večino v Uzbeško sovjetsko socialistično republiko.

## Demografija
Leta 1930 je imelo mesto 10.450 prebivalcev, od tega 7.420 Krimskih Tatarov, 1.850 Rusov, 315 Judov, 205 Grkov, 185 Ukrajincev, 50 Nemcev, 30 Armencev, 30 Bolgarov in 365 drugih.

## Pobrateno mesto
- Bursa, Turčija[4]